# (8361) 1990 JN1
1990 جاي أن 1 (ويعرف أيضًا باسم (8361) 1990 جاي أن 1 وفق تسمية الكوكب الصغير) (بالإنجليزية: 1990 JN1)‏ هو كويكب ضمن حزام الكويكبات؛ وترتيبه 8361 من حيث الاكتشاف.
اكتُشف هذا الجُرم الفلكي بواسطة Anna N. Żytkow ‏ في 1 مايو 1990.

## وصلات خارجية
- (8361) 1990 JN1 في قاعدة بيانات مختبر الدفع النفاث لأجرام النظام الشمسي الصغيرة

- الاكتشاف · مخطط المدار ·  العناصر المدارية · المعلمات المادية

- (8361) 1990 JN1 على موقع ويكي سكاي: DSS2, SDSS, GALEX, IRAS, Hydrogen α, X-Ray, Astrophoto, Sky Map, Articles and images